# Часы с кукушкой (пьеса)
«Часы с кукушкой» — пьеса Леонида Филатова. Впервые была опубликована в 1990-м году в сборнике «Бродячий театр».
По пьесе в 1978 году режиссёром Сергеем Евлахишвили был поставлен телеспектакль.

## Действующие лица
- Кузнецов Валентин Николаевич (Кузнецов)
- Кузнецова Елизавета Антоновна (Лиза)
- Боборыкин Харитон Игнатьевич (Гость).

## Содержание
В Москве живёт семейная пара Кузнецовых, их жизнь заключается в обычном хождении на работу, возвращении после работы домой, ужина и просмотра телевизионных программ. Кузнецовы понимают, что так жить нельзя — скучно, необходимо разнообразие, но ничего сделать не могут. И вот однажды к ним приезжает Гость — Боборыкин Харитон Игнатьич, егерь из тайги. И тут в их жизни появляется «разнообразие», но рады ли они ему?
Действие пьесы развивается вокруг часов с кукушкой, которые находятся в квартире Кузнецовых и которые очень понравились их Гостю. Гость ищет часы по всей Москве, но никак не может найти.
Однако смысл пьесы проявляется в диалогах героев, которые иллюстрируют, как ведут себя люди в сложившейся жизненной ситуации.

## Телеспектакль
Пьеса «Часы с кукушкой» была экранизирована в одноимённом телеспектакле в 1978 году. Режиссёр: Сергей Евлахишвили.

### Актеры
- Леонид Филатов — Кузнецов Валентин Николаевич
- Татьяна Сидоренко — Кузнецова Елизавета Антоновна
- Александр Давыдов — Боборыкин Харитон Игнатьевич

### Особенности
Телеспектакль практически полностью совпадает с содержанием пьесы, но концовка немного изменена.

## История создания и критика
Телеспектакль стал вторым в серии о  семейной паре Кузнецовых «Кошка на радиаторе», «Часы с кукушкой», «Осторожно, ремонт!». 
В первом телеспектакле по пьесе Анны Родионовой «Кошка на радиаторе» в постановке Сергеем Евлахишвили Леонид Филатов играл главную роль, этот телеспектакль, будучи показанным 10 августа 1977 года на центральном телевидении, стал очень популярен, на телевидение приходили письма с просьбой продолжить историю.
Леонид Филатов в интервью вспоминал, что к тому времени уже смирился с мыслью, что кино ему «не светит», но набравшись смелости, обратился к Сергею Евлахишвили с предложением сделать продолжение — пьесу «Часы с кукушкой».

Пьеса, которую я написал и в которой сам играл, называлась «Часы с кукушкой». Я сделал восемь вариантов и без конца их переписывал. Мне казалось, что я пишу «черную» пьесу. И во многом она получилась ученической. Но этот опыт был мне необходим. Это были первые шаги в постижении профессии. Профессии не драматурга, разумеется, а актёра. Актер должен почувствовать себя, понять свои возможности…  А для этого, на мой взгляд, лучше всего писать для себя, придумывая образ человека, который, кроме всего, сумел бы вобрать мысли, настроения, волнующие тебя в данный момент. Соединить здесь форму и содержание, ни на минуту не забывая, что имеешь дело с работой именно телевизионной, выполнить функции драматурга и актера, почти не имея опыта ни в том, ни в другом, безумно трудно. Но я благодарен судьбе, что у меня была такая возможность.— Леонид Филатов
По пьесе Филатова телеспектакль поставил тот же режиссёр Сергей Евлахишвили с теми же актёрами в главных ролях — Филатовым и Сидоренко. Телеспектакль был показан на телевидении 18 июня 1978 года. Через год вышел заключительный третий телеспектакль «Осторожно, ремонт!», который, однако, не был столь успешен.
Как отметил Ю. А. Богомолов, хотя персонажи пьесы — супруги Кузнецовы, взяты из телепьесы Анны Родионовой «Кошка на радиаторе», пьеса Леонида Филатова «вполне самостоятельна по своему замыслу и стилю», и представляет собой «некую эксцентриаду, причудливо соединившуюся с бытовой комедией».
По мнению Фёдора Раззакова всесоюзную известность Леониду Филатову принесла именно трилогия о семейной паре Кузнецовых, а не роль в фильме «Экипаж», вышедшем годом позже.